# Tamotsu Suzuki
Tamotsu Suzuki (鈴木 保 Suzuki Tamotsu?,  nacido el 29 de abril de 1947 en Saitama) es un exfutbolista japonés y entrenador de fútbol.
Dirigió a selección femenina de fútbol de Japón en Copa Mundial Femenina de Fútbol de 1991, 1995 y Juegos Olímpicos de Verano de 1996.

## Clubes

### Como futbolista
| Club          | País  | Año         |
| ------------- | ----- | ----------- |
| Nissan Motors | Japón | 1972 - 1974 |

### Como entrenador
| Club                                  | País  | Año         |
| ------------------------------------- | ----- | ----------- |
| Nissan Motors                         | Japón | 1985        |
| Nissan FC Ladies                      | Japón | 1986 - 1989 |
| Selección femenina de fútbol de Japón | Japón | 1989 - 1996 |
| Nikko Securities Dream Ladies         | Japón | 1996 - 1998 |
| Selección femenina de fútbol de Japón | Japón | 1999        |